# Зодіак (фільм, 2005)
Зодіак (англ. The Zodiac) — американський детективний психологічний трилер 2005 року режисера Александра Балклі. Фільм заснований на реальний подіях, що пов'язані із серійним вбивцею під псевдонімом «Зодіак», що орудував у Північній Каліфорнії у 1960-1970-х роках.

## Сюжет
У 1968 році в одному з містечок Каліфорнії відбувається жорстоке вбивство двох підлітків, які вирушили на перше побачення. Розслідування цієї справи було доручено інспектору Метту Перішу, але слідство мало недостатню кількість матеріалів. Вже через півроку відбувається черговий напад на підлітків. Після цієї події таємничий вбивця пише в газети, з вимогою опублікувати на перших сторінках своє зашифроване послання. Ця людина називає себе дивним псевдонімом — «Зодіак». Такий поворот подій починає привертати увагу громадськості, а низка вбивств не припиняється. Перішу здається, що він нарешті-то напав на слід вбивці, але його версія виявляється помилковою.

## У ролях
| Актор              | Роль                 |
| ------------------ | -------------------- |
| Джастін Чемберс    | інспектор Метт Періш |
| Робін Танні        | Лаура Періш          |
| Рорі Калкін        | Джонні Періш         |
| Вільям Мапотер     | Дейл Коверлінг       |
| Бред Вільям Генке  | Білл Грегорі         |
| Рекс Лінн          | Джим Мартінес        |
| Філіп Бейкер Голл  | Френк Перкінс        |
| Марті Ліндсі       | Зодіак               |
| Шелбі Алексіс Ірей | Боббі                |
| Натасія Коста      | Мері                 |
| Кріс Палм          | Майкл                |
| Нат Душку          | Скотт Вашингтон      |
| Кетлін Чесна       | Петсі                |
| Кетрін Гавелл      | місіс Бучер          |